# Outoul
Outoul (também escrita Ouloul) é uma vila na comuna de Tamanrasset, no distrito de Tamanrasset, província de Tamanghasset, Argélia. Se localiza na margem leste do Oued Outoul, a 21 quilômetros (13 milhas) ao oeste da cidade de Tamanrasset.